# Joseph Ashbrook
Joseph Ashbrook (* 4. April 1918 in Philadelphia, Pennsylvania; † 4. August 1980) war ein US-amerikanischer Astronom.
Er war ein langjähriges Mitglied der American Association of Variable Star Observers (AAVSO). Ashbrook gehörte zu den ersten, die die Cepheiden studierten, um galaktische Entfernungen zu bestimmen.
Darüber hinaus durchsuchte er alte Archive nach Beobachtungen vergangener Jahrhunderte um die Rotationsperiode des Mars auf wenige tausendstel Sekunden genau zu bestimmen. 
Ashbrook ist der Mitentdecker des periodischen Kometen 47P/Ashbrook-Jackson. Der Mondkrater Ashbrook und der Asteroid (2157) Ashbrook sind nach ihm benannt.
Als Redakteur der Monatszeitschrift Sky and Telescope verfasste er eine regelmäßige Kolumne unter dem Titel Astronomical Scrapbook.